# Château de Terrans
Pour les articles homonymes, voir Terrans.
Le château de Terrans est situé sur l'ancienne commune française de Terrans en Saône-et-Loire, fusionnée à Pierre-de-Bresse en 1973. Il se trouve à l'écart du village, à 500 mètres environ, en direction de Charette-Varennes sortie Ouest, sur les bords de la départementale 73.
Le château et ses communs ont été classés monument historique, les douves, la chapelle et la conciergerie ont été inscrites le 24 juin 1977. Le château, propriété privée, ne se visite pas.

## Historique
Sur le site, un château-fort est cité dès le XIe siècle, puis une léproserie et un prieuré de Bénédictins auraient été fondés au Moyen Age. 
Le village a donné son nom à une famille qui fournit, en 1427, Jean de Terrans, conseiller du duc de Bourgogne Philippe le Bon. Un adage évoquait alors la : « Reluisance de Terrans ».
À la fin du XVe siècle, cette terre passera à la famille de Chanteret, dont la dernière héritière, Catherine de Chanteret, épousa, en 1707, Jean-François de Truchis, lui apportant cette seigneurie dont les descendants possèdent encore cette demeure. Son fils, Guillaume de Truchis, fit appel à l'architecte Edme Verniquet et reconstruisit en 1765 le château, ainsi qu'en fait foi une plaque de cuivre timbrée aux armes du constructeur, conservée aux archives du château. On y relève l'inscription suivante :
«  Le château de  Terrans  a été construit par Messire Guillaume de Truchis comte de Serville, chevalier de l'ordre Militaire de Saint-Louis, seigneur de Terrant et autres lieux, Lieutenant pour le roy des ville et citadelle de Chalon, et par Madame Françoise Marguerite Guillier de Serigny son épouse. La première pierre de ce château a été posée le trente et un mai mil sept cent soixante-cinq par Mademoiselle de Sérigny leur fille, sur les plans et sous la direction d'Edme Verniquet, architecte à Dijon, ancien élève de l'Académie Royale d'architecture.  »
La première pierre fut posée fin mai 1765 provenant des carrières de l'abbaye franc-comtoise et le gros-œuvre fut terminé en quelques mois et les aménagements furent confiés à des artisans locaux
La famille de Truchis possède également les châteaux de Varennes et de Lays, à proximité immédiate de celui de Terrans. La chanteuse Zazie est une Truchis de Varennes.

## Architecture
Une longue grille en fer forgé, datée de 1776, sépare le château de la route. Elle est interrompue en son centre par une porte cochère sans couvrement dont les piliers, ornés de tableaux encadrant des guirlandes, sont couronnés de vases d'amortissement. Elle donne accès à la cour d'honneur qu'encadrent des communs dont le rez-de-chaussée est percé d'arcades en anse de panier, séparées par des jambes en bossage.
Le château lui-même est de plan rectangulaire. Il comporte un étage de comble éclairé par des œils-de-bœuf percés à la base de la haute toiture à croupes. Au centre de la façade, deux jambes en bossage délimitent un avant-corps d'une travée dans lequel s'ouvrent, au rez-de-chaussée, au haut d'un degré flanqué de deux lions portant des écussons bûchés, une porte en plein cintre surmontée d'une guirlande et, à l'étage, une porte-fenêtre rectangulaire donnant sur un large balcon sur consoles à appui-corps, en fer forgé. Un fronton, sculpté de cartouches armoriés, couronne le tout. Les chaînages d'angle sont harpés. Un bandeau règne avec le sol de l'étage carré.
Les appartements sont desservis par un vestibule central qu'une arcade en anse de panier sépare d'un escalier tournant muni d'une belle rampe en fer forgé. Le grand salon du premier étage est décoré de trophées militaires et au-dessus des portes, de médaillons ovales entourés de lauriers dans lesquels figurent, en bas-relief, des allégories des quatre saisons.
Les deux corps de logis des écuries et des communs furent construites après 1766, ferment la cour d'honneur de part et d'autre du château; parfaitement symétriques, décorées de vases et de statues, reliés au château par des murs bas, le dernier côté de la cour est fermé par une grille avec des courbes et des contre-courbes avec un superbe portail d'entée orné de guirlandes et de vases.

## Armoiries
Truchis : les armoiries montrent un casque de profil orné de panaches et d'un lion brandissant une épée, le tout surmontant un écu d'azur à un pin d'or, soutenu par deux lions de même affrontés ; sur la bannière, flotte la devise VIRTUTE ET VIRIBUS.

Armoiries de la famille de Truchis.